# هالة حلمي السعيد
هالة حلمي السعيد (19 مايو 1957 -) هي مستشار رئيس الجمهورية المصري للتنمية الاقتصادية حالياً، ووزير التخطيط والتنمية الاقتصادية سابقاً.

## حياتها
ولدت بالقاهرة، وهي تنتمي لعائلة سياسية تعود جذورها لمحافظة الدقهلية، حيث كان والدها المهندس حلمي السعيد وزيراً للكهرباء والسد العالي بوزارة محمود فوزي سنة 1970. وهي أول عميد منتخب لكلية الاقتصاد والعلوم السياسية بجامعة القاهرة منذ أكتوبر 2011 وحتى 2016، كما شغلت منصب مساعد رئيس جامعة القاهرة لشئون البحث العلمي والعلاقات الخارجية منذ سبتمبر 2013 وحتى 2016، وتعد أحد الشخصيات المصرفية النسائية المعروفة، حيث قادت المعهد المصرفي المصري وهو الذراع التدريبي للبنك المركزي المصري لمدة ثمان سنوات حصل خلالها المعهد على الاعتماد الدولي (2006-2008).

## المؤهلات العلمية
- دكتوراه الفلسفة في الاقتصاد من كلية الاقتصاد والعلوم السياسية- جامعة القاهرة بتاريخ 7/8/1989.
- ماجستير في الاقتصاد بتقدير ممتاز من كلية الاقتصاد والعلوم السياسية- جامعة القاهرة بتاريخ 30/10/1983.
- بكالوريوس الاقتصاد بتقدير جيد جداً مع مرتبة الشرف من كلية الاقتصاد والعلوم السياسية-جامعة القاهرة سنة 1978.

## مسيرتها المهنية

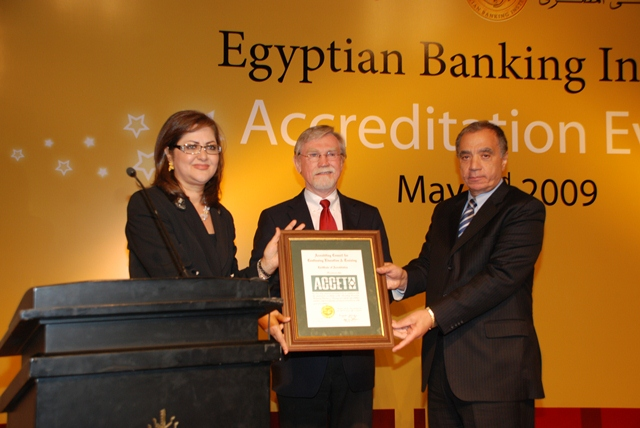
د. هالة السعيد تتسلم شهادة الاعتماد الدولي (ACCET) التي حصل عليها المعهد المصرفي المصري

- وزيرة التخطيط والتنمية الاقتصادية، ديسمبر 2019 - حتى الآن.
- وزيرة التخطيط والمتابعة والإصلاح الإداري، فبراير 2017 - ديسمبر 2019.
- مساعد رئيس جامعة القاهرة للبحث العلمي والعلاقات الخارجية، 2013 - 2016.
- أول عميدة منتخبة لكلية الاقتصاد والعلوم السياسية بجامعة القاهرة، 2011 - 2016.
- المدير التنفيذي للمعهد المصرفي المصري– البنك المركزي المصري، يناير 2003 – أغسطس 2011.
- أستاذ بقسم الاقتصاد بكلية الاقتصاد والعلوم السياسية – جامعة القاهرة، اعتباراً من 29/9/2004، حتى الآن.
- مستشار وحدة التمويل الدولي – مركز المعلومات ودعم اتخاذ القرار التابع لمجلس الوزراء، 1995 – 1999.
- رئيس قسم الاقتصاد بجامعة الملك عبد العزيز، جدة، المملكة العربية السعودية، 1990 – 1992.

## عضوية بمجالس الإدارات
- عضو مجلس إدارة البنك المركزي المصري، (اعتباراً من ديسمبر 2015).[4]
- عضو مجلس إدارة وكالة أنباء الشرق الأوسط، (اعتباراً من يناير 2015).[5]
- عضو مجلس إدارة المركز الديموجرافى، (اعتباراً من 2014).
- مجلس أمناء مبادرة إصلاح مناخ الأعمال في مصر «إرادة» (سبتمبر 2014 - 2015).
- مجلس أمناء وحدة مكافحة غسل الأموال (أكتوبر 2012 - 2014).
- اللجنة الاستشارية لبرنامج «مصر@ عمل» بجمعية نهضة المحروسة (سبتمبر2012 - 2013).
- مجلس إدارة المعهد المصرفي المصري التابع للبنك المركزي المصري (اعتباراً من 2012).[6]
- مجلس إدارة الهيئة القومية للبريد (اعتباراً من يناير 2012).[7]
- رئيس مجلس إدارة مركز دراسات واستشارات الإدارة العامة (PARC)-جامعة القاهرة (2011– حتى الآن).
- رئيس مجلس إدارة مركز دراسات وبحوث الدول النامية (CSDC) – جامعة القاهرة (اعتباراً من 2011).
- مجلس أمناء المعهد القومى للإدارة_ وزارة الدولة للتنمية الإدارية (2005 - 2013).
- مجلس إدارة البنك العربي الإفريقي الدولي – مصر، ورئيس لجنة الحوكمة بالبنك (2003 - 2015).[8]
- مركز البحوث والدراسات المالية والاقتصادية (CEFRS)-جامعة القاهرة (اعتباراً من 2002).
- عضو مجلس الشرق الأوسط لقطاع الأعمال الصغيرة والمتوسطة وريادة الأعمال (MCSBE) (2009 – 2011).
- عضو مجلس شئون خدمة المجتمع وتنمية البيئة - جامعة القاهرة (2009 – 2011).
- عضو اللجنة التيسيرية لبرنامج الإصلاح المصرفي المصري بالاشتراك مع العديد من البنوك المركزية الأوروبية (المرحلة الأولى 2003-2008)، (المرحلة الثانية 2008-2011).
- عضو اللجنة التيسيرية لمبادرة اتاحة التمويل، بالبنك المركزى المصرى (2008-2011).
- عضو مجلس إدارة الشبكة الأوروبية للتدريب المصرفي EBTN ، لتمثيل مصر وجميع الدول العربية (2006 – 2011).
- عضو اللجنة الوطنية التنسيقية لمكافحة غسل الأموال- وحدة مكافحة غسل الاموال وتمويل الإرهاب –البنك المركزي المصري (2005 –2011).
- عضو المجلس الاستشاري لمساعدة الفقراء MENA CGAP)) -البنك الدولي (2004 – 2007).
- عضو المجموعة الاستشارية لتدريب المراقبين الماليين لمنطقة الشرق الأوسط وشمال أفريقيا (2003- 2011).
- عضو اللجنة التيسرية للاستراتيجية القومية للتمويل متناهى الصغر في مصر، بالاشتراك مع البرنامج الإنمائي للأمم المتحدة (UNDP)، بنك التعمير الألمانى (KFW)، المعونة الأمريكية (USAID) (2003-2005).
- عضو المجلس الاقتصادي التابع لأكاديمية البحث العلمي والتكنولوجيا (2001 – 2009).

## الإنتاج العلمي
قدمت هالة حلمي السعيد العديد من الدراسات والتقارير والمقالات في الموضوعات المتصلة بالقطاع المالي، والتمويل الدولي، والأسواق المالية، والخصخصة، والإصلاح الاقتصادى.

## وصلات خارجية
- السيرة الذاتية، الموقع الرسمي لكلية الاقتصاد والعلوم السياسية.